# SeSiSo-Club

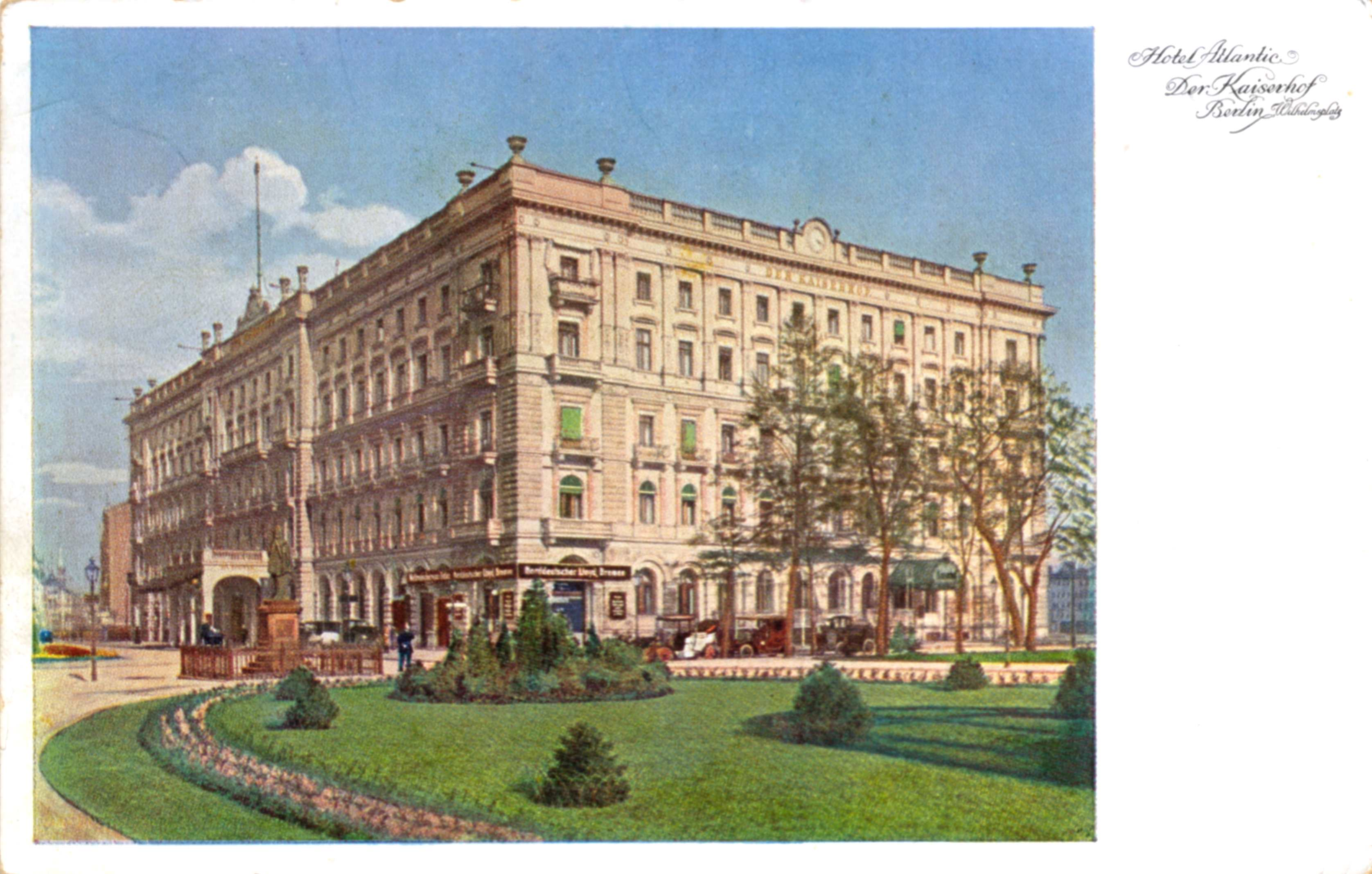
Das Berliner Hotel Kaiserhof

Der SeSiSo-Club war ein kulturell-politischer Gesprächszirkel im Deutschland der Zwischenkriegszeit, dessen Mitglieder den unterschiedlichsten politischen Richtungen zuzuordnen sind. Er bestand vom 2. Januar 1922 bis in die Mitte der 1930er Jahre.
Es handelte sich um einen inoffiziellen Verein, der niemals im Vereinsregister eingetragen war, somit gab es auch keine formelle Mitgliedschaft. Der Name des Clubs leitete sich von den Namen der drei Gründer und Vorsitzenden ab, Hans von Seeckt (Se), Walter Simons (Si) und Wilhelm Solf (So) ab.
Er machte es sich zur Aufgabe, im Geist der Aufklärung und des Humanismus Veranstaltungen  durchzuführen und dadurch einen Meinungsaustausch über Fragen der Zeit zu ermöglichen. Im Berliner Hotel Kaiserhof kamen bis zu 400 geladene, meist prominente Gäste zusammen. Auch wenn von den Treffen des SeSiSo-Clubs meistens kein politischer Einfluss ausging, so waren dessen Angehörige in der Zeit des Nationalsozialismus Mitglieder unterschiedlicher politischer Überzeugungen, von denen einzelne später auch Widerstandsgruppen angehörten, wie etwa dem Solf-Kreis, dessen Mitglieder dem ehemaligen SeSiSo-Club oder der Deutschen Gesellschaft 1914 nahestanden.

## Bethmann-Essen
Einmal im Jahr, am 29. November, dem Geburtstag Reichskanzler Theobald von Bethmann Hollwegs, fand das sogenannte Bethmann-Essen, eine vom Club veranstaltete Gala mit prominenten Gästen, statt. Zum Andenken an den liberalen Bethmann Hollweg traf man sich zur intellektuellen Konversation. Das erste Bethmann-Essen fand am 29. November 1921 statt, Walther Rathenau und Kurt von Hammerstein-Equord beehrten Seeckt, Simons und Solf mit ihrem Besuch.

## Gäste (Auswahl)
Regelmäßige Gäste bei den Veranstaltungen des Clubs waren u. a.:
- Albrecht Graf von Bernstorff
- Richard Nikolaus Graf von Coudenhove-Kalergi
- Kurt von Hammerstein-Equord
- Ernst von Harnack
- Otto Hoetzsch
- Paul Kempner (Teilhaber des Bankhauses Mendelssohn & Co.)
- Harry Graf Kessler
- Richard Kuenzer
- Bernhard Lichtenberg
- Paul Graf Wolff Metternich zur Gracht
- Sir Horace Rumbold (britischer Botschafter in Berlin)
- Friedrich Sarre
- Albrecht Schaeffer
- Wilhelm Staehle
- Emil Georg von Stauß
- Adam von Trott zu Solz
- Hannah von Wangenheim
- Arthur Zarden